# Rassul Magomedowitsch Dschukajew
Rassul Magomedowitsch Dschukajew (russisch Расул Магомедович Джукаев; * 11. August 1984) ist ein russischer Ringer. Er wurde 2009 Vize-Weltmeister im freien Stil im Leichtgewicht.

## Werdegang
Rasul Dschukajew, der tschetschenischer Abstammung ist, begann als Jugendlicher 1994 mit dem Ringen. Er konzentrierte sich dabei auf den freien Stil. Er gehört einem Sportverein in Grosny an und wird seit Beginn seiner Karriere von seinem Vater Magomed trainiert. Er ist Student der Wirtschaftswissenschaften.
2001 wurde er in Izmir Junioren-Europameister (Cadets) in der Gewichtsklasse bis 63 kg. Danach war erst im Jahre 2007 wieder auf einer internationalen Ringermatte zu sehen, als er beim Dan Kolow & Nikoa Petrow-Memorial in Sofia im Leichtgewicht hinter Leonid Spiridonow aus Kasachstan auf den 2. Platz kam. 2008 siegte er dann beim wichtigsten russischen Ringerturnier, dem Iwan-Yarigin-Memorial in Krasnojarsk im Leichtgewicht vor seinen Landsleuten Schamil Batirow und Saur Botajew. Er wurde daraufhin auch bei der Europameisterschaft 2008 in Tampere eingesetzt. Er siegte dort über Ljulzim Vrenezi, Mazedonien, verlor dann gegen Ramazan Şahin, Türkei und gewann danach mit Siegen über Juri Poljak, Israel und Serafim Barzakow, Bulgarien noch eine Bronzemedaille. Bei den Olympischen Spielen 2008 in Peking wurde nicht er, sondern der russische Meister von 2008 Irbek Farnijew eingesetzt. 
2009 wurde dann Rasul Dschukajew vor Arsen Mairow, Amir Berukow und Adam Batirow russischer Meister im Leichtgewicht. Der Lohn dafür war sein Einsatz bei der Weltmeisterschaft 2009 in Herning/Dänemark. Er siegte dort über Jung Jung-ho, Südkorea, Adam Sobieraj, Polen, Tatsuhiro Yonemitsu, Japan und Sushil Kumar, Indien und stand damit im Endkampf gegen Mehdi Taghavi Kermani aus dem Iran. Diesen Kampf verlor er knapp nach Punkten und wurde damit Vize-Weltmeister.
Danach hatte er viel Verletzungspech, wodurch seine weitere Ringerkarriere stark beeinträchtigt wurde. Im Jahre 2011 gewann er bei der russischen Meisterschaft im Leichtgewicht noch einmal eine Bronzemedaille hinter den Brüdern Adam und Mawlet Batirow. Zurzeit gehört er der russischen Nationalmannschaft nicht mehr an.

## Internationale Erfolge
| Jahr | Platz | Wettbewerb                                  | Gewichtsklasse | Ergebnisse |
| 2001 | 1.    | Junioren-EM (Cadets) in Izmir               | bis 63 kg      | vor Ayetullah Yesil, Türkei und Wusal Hasanow, Aserbaidschan |
| 2007 | 2.    | Dan Kolow & Nikola Petrow-Memorial in Sofia | Leicht         | hinter Leonid Spiridonow, Kasachstan, vor Nikolai Paslar und Sergei Siskow, beide Bulgarien                                                                         |
| 2008 | 1.    | Iwan-Yarigin-Memorial in Krasnojarsk        | Leicht         | vor Schamil Batirow und Saur Botajew, beide Russland und Miroslaw Dikun, Großbritannien                                                                             |
| 2008 | 3.    | EM in Tampere                               | Leicht         | nach einem Sieg über Ljulzim Vrenezi, Mazedonien, einer Niederlage gegen Ramazan Şahin, Türkei und Siegen über Juri Poljak, Israel und Serafim Barzakow, Bulgarien  |
| 2009 | 2.    | Iwan-Yarigin-Memorial in Krasnojarsk        | Leicht         | hinter Amir Berukow, vor Saba Chubeschty und Magomedmurad Gadschijew, alle Russland                                                                                 |
| 2009 | 4.    | Welt-Cup in Teheran                         | Leicht         | hinter Mehdi Taghavi Kermani, Iran, Leonid Spiridonow und Juri Semakin, Ukraine                                                                                     |
| 2009 | 2.    | WM in Herning/Dänemark                      | Leicht         | nach Siegen über Jung Jung-ho, Südkorea, Adam Sobieraj, Polen, Tatsuhiro Yonemitsu, Japan und Sushil Kumar, Indien und einer Niederlage gegen Mehdi Taghavi Kermani |
| 2011 | 1.    | Ramsin-Kadyrow-Cup in Grosny                | Leicht         | vor Magomed Kurbanalijew, Saidsalach Dschabrailow und Darschan Dschaparow, alle Russland                                                                            |
| 2012 | 1.    | Ramsin-Kadyrow-Cup in Grosny                | Leicht         | vor Soslan Ramonow, Ildus Ginischatullin und Rustam Maschchadow, alle Russland                                                                                      |

## Russische Meisterschaften
| Jahr | Platz | Gewichtsklasse | Ergebnisse                                      |
| 2009 | 1.    | Leicht         | vor Arsen Mairow, Amir Berukow und Adam Batirow |
| 2011 | 3.    | Leicht         | hinter Adam Batirow und Mawlet Batirow          |

## Erläuterungen
- alle Wettkämpfe im freien Stil
- WM = Weltmeisterschaft, EM = Europameisterschaft
- Leichtgewicht, Gewichtsklasse bis 66 kg Körpergewicht